# Yeah Yeah Yeahs EP
Yeah Yeah Yeahs es el EP debut autotitulado de la banda Yeah Yeah Yeahs, lanzado el 9 de julio del 2001, por la propia disquera de la banda, Shifty. Es algunas veces incorrectamente llamado Master debido a la prominencia de un collar que aparece en la cubierta del álbum. Alcanzó el #1 en el UK Indie Chart.

## Lista de canciones
1. "Bang" – 3:07
2. "Mystery Girl" – 2:57
3. "Art Star" – 1:59
4. "Miles Away" – 2:17
5. "Our Time" – 3:23

## Personal
- Brian Chase – batería
- Nick Zinner – guitarras
- Karen O – vocales

### Producción
- Crispin – arte
- Chuck Scott – masterización
- Jerry Teel – ingeniería